# (9962) Pfau
Pour les articles homonymes, voir Pfau.
(9962) Pfau est un astéroïde de la ceinture principale.

## Description
(9962) Pfau est un astéroïde de la ceinture principale. Il fut découvert le 28 décembre 1991 à Tautenburg par Freimut Börngen. Il présente une orbite caractérisée par un demi-grand axe de 2,38 UA, une excentricité de 0,14 et une inclinaison de 0,8° par rapport à l'écliptique.

## Compléments